# Mysterie op de autobaan
Mysterie op de autobaan is een  stripverhaal uit de reeks van Jerom.

## Locaties
Dit verhaal speelt zich af op de volgende locaties:
- E27, politiebureau, Morotari burcht, onderaards gewelf van een klooster

## Personages
In dit verhaal spelen de volgende personages mee:
- Jerom, tante Sidonia, Odilon, president Arthur, tante Sidonia, man en vrouw, politiecommissaris, politieagenten, boeven, leden Morotari

## Het verhaal
Jerom en Odilon rijden op de E27 en zien een man en vrouw wezenloos door een weide lopen. Jerom kan voorkomen dat het duo op de hoorns van een stier wordt genomen en het duo verklaard dat ze niet weten hoe ze in de weide terecht zijn gekomen. Jerom brengt de man en vrouw naar de politie en hoort dat er al langere tijd mensen verdwijnen. Als ze teruggevonden worden, zijn ze hun geheugen kwijt. Jerom gaat naar de Morotari burcht en bespreekt het voorval met Arthur. Hij krijgt toestemming de zaak te onderzoeken en gaat op zijn motor terug naar de E27. Daar ziet hij hoe een vrachtwagen in een rookgordijn verdwijnt. Jerom neemt contact op met tante Sidonia en laat haar de politie bellen. Jerom redt een hertje als deze bijna voor een auto rent en het diertje is dankbaar. Dan ziet Jerom een radaroog in een uitkijktoren en saboteert deze. Er staan twee mannen aan de voet van de toren en deze wordt tot ontploffing gebracht.
De twee mannen willen de bewusteloze Jerom doodschieten, maar dan komen de hertjes te hulp en de mannen vluchten weg. Jerom ziet dan een kudde hertjes naar weggeworpen peukjes zoeken op het asfalt. Een gedeelte wordt angstvallig overgeslagen en Jerom onderzoekt dit stuk van de E27. Hij ontdekt dat hier een mechanisme is gemaakt, waardoor een stuk wegdek kan wegklappen. Hij gaat terug naar de Morotari burcht en vertelt wat hij heeft ontdekt. Samen met Odilon gaat hij met een vrachtwagen terug naar de plek en e laten zich gevangen nemen. Ze komen terecht in een onderaards gewelf wat voorheen bij een klooster hoorde. Odilon wordt gevangen genomen, maar kan ontsnappen. Jerom belt met de politie en er begint een gevecht met de gewapende boeven. Jerom gooit met de aanwezige autos's en wint het gevecht. De politie arriveert en de bende die de auto's stal wordt opgepakt. Bij Morotari wordt nog even over het avontuur nagesproken.